# Raymond Kreder
Raymond Kreder (* 26. November 1989 in Zevenhuizen) ist ein ehemaliger niederländischer Radrennfahrer.

## Sportlicher Werdegang
Als Junior wurde Raymond Kreder im Jahr 2005 niederländischer Meister im Punktefahren und holte die Bronze-Medaille im Scratch. Ein Jahr später holte er drei Medaillen verpasste jedoch einen Meistertitel. Auf der Straße gewann er im Jahr 2006 Paris–Roubaix Juniors und eine Etappe der Trophée Centre Morbihan.  
Mit dem Jahr 2008 stieg er auf der Bahn in die Elite-Klasse auf und wurde zwischen 2009 und 2013 viermal niederländischer Meister. Seinen ersten nationalen Titel sicherte er sich 2009 im Dernyrennen, ehe er 2010, 2011 und 2013 Meister im Punktefahren wurde.
Als U23-Fahrer beendete Raymond Kreder die Ronde van Vlaanderen Beloften und Paris–Roubaix Espoirs in die Top 10 und fuhr ab August 2010 als Stagiaire des Teams Garmin-Transitions. Nach einer Saison im Chipotle-First Solar Development Team erhielt er im Jahr 2012 einen regulären Vertrag beim UCI WorldTeam Garmin Sharp. In seiner ersten Saison gewann er als 22-jähriger eine Etappe der Tour of Norway und gab bei der Vuelta a España 2012 sein Grand-Tour-Debüt. In den beiden nachfolgenden Jahren ging er bei der Flandern-Rundfahrt und bei Paris–Roubaix an den Start, ehe er im Jahr 2014 den Velothon Berlin und eine Etappe der Tour de l’Ain für sich entschied.
Zur Saison 2015 wechselte Kreder zum neu gegründeten niederländischen UCI Professional Continental Team Roompot Oranje Peloton. In den drei Jahren im Team gelang ihm als Sprinter eine Vielzahl vorderer Platzierungen, ein Sieg blieb ihm jedoch verwehrt.  
Mit dem Jahr 2016 ging Kreder nach Japan und wurde Mitglied im Team Ukyo, um sich auf der UCI Asia Tour zu beweisen. In den ersten beiden Jahren erzielte er sieben Etappenerfolge bei verschiedenen Rundfahrten der UCI Asia Tour. Nachdem er 2020 und 2021 international nicht in Erscheinung trat, kehrte er 2022 mit zwei Etappensiegen auf die UCI Asia Tour zurück. Seine letzte Saison absolvierte er im Jahr 2024 beim Kinan Cycling Team.

## Familie
Raymond Kreder ist der Bruder von Michel Kreder und Stefan Kreder sowie der Cousin von Wesley Kreder und Dennis Kreder, die alle auch als Radrennfahrer aktiv waren.

## Erfolge

### Bahn
2005
- Niederländischer Meister – Punktefahren (Junioren)

2009
- Niederländischer Meister – Dernyrennen mit Schrittmacher Joop Zijlaard

2010
- Niederländischer Meister – Punktefahren

2013
- Niederländischer Meister – Punktefahren

### Straße
2012
- eine Etappe Tour of Norway

2014
- Velothon Berlin
- eine Etappe Tour de l’Ain

2018
- eine Etappe und Punktewertung Tour de Tochigi
- eine Etappe Tour of Thailand
- eine Etappe und Punktewertung Tour de Korea
- Punktewertung Tour of Hainan

2019
- Gesamtwertung, eine Etappe und Punktewertung Tour de Tochigi
- eine Etappe Japan-Rundfahrt
- eine Etappe Tour de Korea
- eine Etappe Tour de Hokkaidō

2022
- eine Etappe Tour of Japan
- eine Etappe Tour de Taiwan

## Grand-Tour-Platzierungen
| Grand Tour            | 2012 |
| --------------------- | ---- |
| Giro d’ItaliaGiro     | –    |
| Tour de FranceTour    | –    |
| Vuelta a EspañaVuelta | 172  |